# Edgar Wright

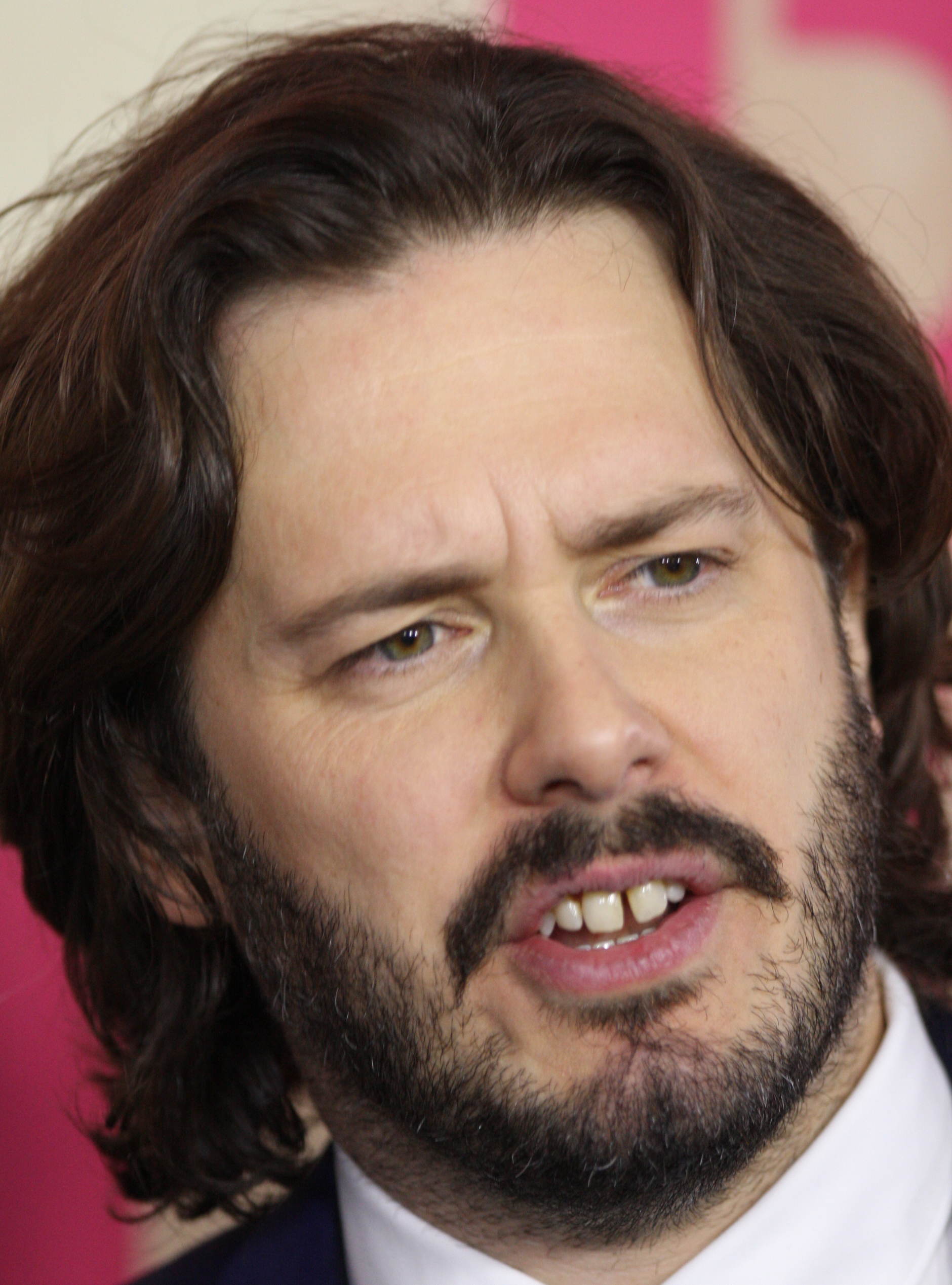
Wright auf der Premiere seines Films Baby Driver (2017)

Edgar Wright (* 18. April 1974 in Poole, England) ist ein britischer Regisseur, Autor und Produzent.

## Leben und Leistungen
Sein erstes Regiewerk war A Fistful of Fingers aus dem Jahr 1995. Danach arbeitete er für das britische Fernsehen und inszenierte einzelne Episoden verschiedener Fernsehserien wie Is It Bill Bailey? und Asylum.
Größere Bekanntheit erlangte er durch die Serie Spaced, bei der er mit Simon Pegg und Nick Frost zusammenarbeitete. Gemeinsam mit den beiden Schauspielern setzte Wright die Blood-and-Ice-Cream-Trilogie um, bestehend aus Shaun of the Dead (2004), Hot Fuzz – Zwei abgewichste Profis (2007) und The World’s End (2013). Für Quentin Tarantino und Robert Rodriguez’ Film Grindhouse inszenierte Wright den Trailer zu dem fiktiven Film Don’t. Kleine Auftritte als Schauspieler hatte er neben seinen eigenen Filmen unter anderem auch in Land of the Dead und Per Anhalter durch die Galaxis. Häufige Produzentin seiner Regiearbeiten ist Nira Park.
Wright schrieb zusammen mit Steven Moffat und Joe Cornish das Drehbuch zu Steven Spielbergs Die Abenteuer von Tim und Struppi – Das Geheimnis der Einhorn, der am 22. Oktober 2011 in Brüssel Weltpremiere hatte.
Sein 2010 erschienener Film Scott Pilgrim gegen den Rest der Welt mit Michael Cera in der Hauptrolle basiert auf dem gleichnamigen Comic von Bryan Lee O’Malley. Am 22. Februar 2012 gab Disney bekannt, dass Wright die Regie bei der Neuverfilmung von The Night Stalker übernehmen werde. Zudem arbeitete er an einer Verfilmung des Comics Ant-Man, zog sich aber im Mai 2014 aufgrund kreativer Differenzen von der Regie des Films zurück. Peyton Reed übernahm stattdessen die Regie. Wright fungierte nur noch als Executive Producer des Films und wurde als Drehbuchautor neben Joe Cornish, Adam McKay und Paul Rudd genannt.
2012 fungierte er als Executive Producer an Ben Wheatleys Comedy-Thriller Sightseers.
Seit 2007 arbeitete Wright an dem am 11. März 2017 im Rahmen des South by Southwest Film Festivals debütierten Film Baby Driver, für den er auch das Drehbuch schrieb. 2021 veröffentlichte er mit The Sparks Brothers einen Dokumentarfilm über die Band Sparks.
2017 wurde Wright in die Wettbewerbsjury der 74. Internationalen Filmfestspiele von Venedig berufen.

## Persönliches
Wright war zwischen 2009 und 2013 mit der Schauspielerin Anna Kendrick liiert, die er bei den Dreharbeiten seines Films Scott Pilgrim gegen den Rest der Welt kennenlernte.

## Filmografie (Auswahl)

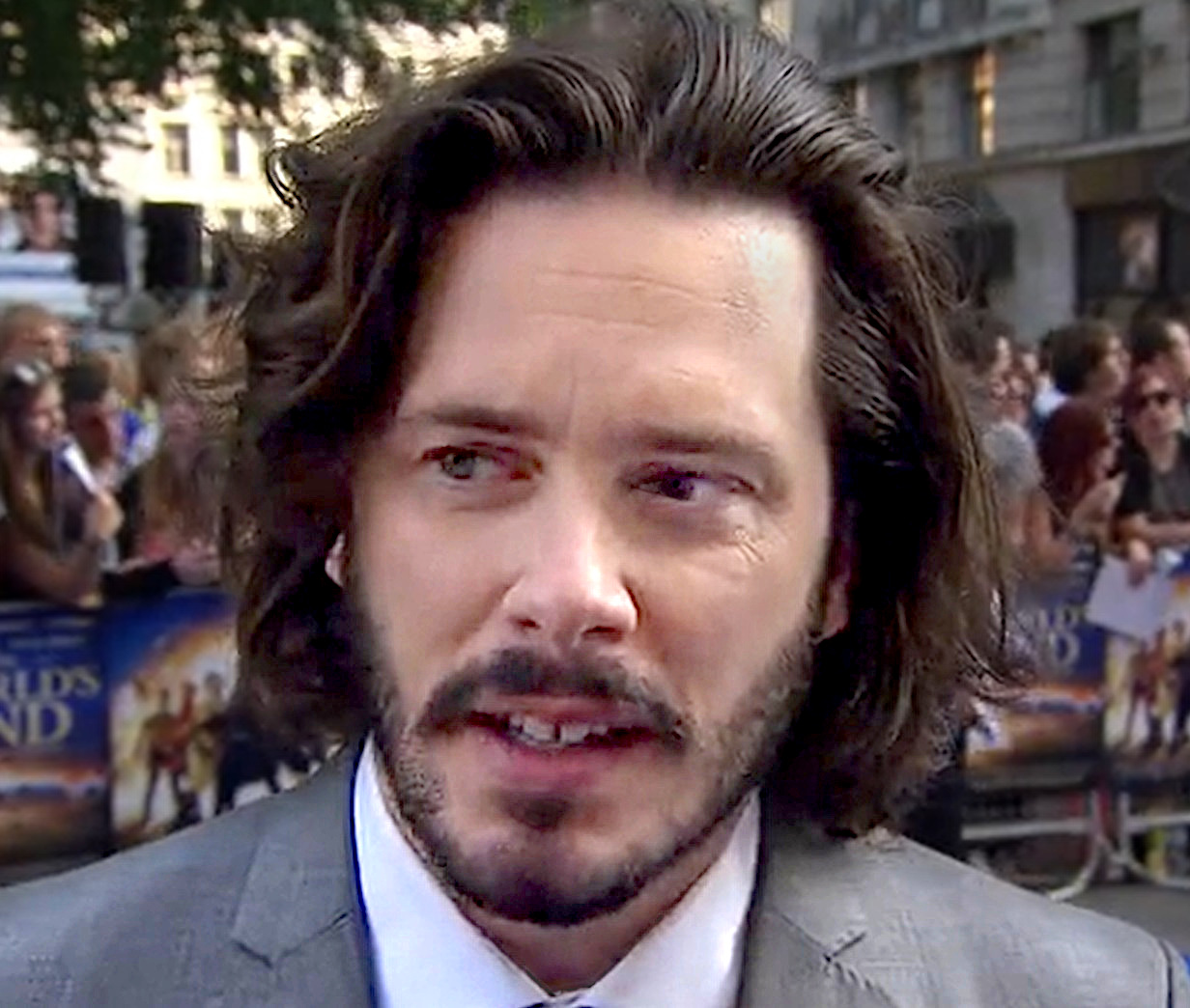
Edgar Wright bei der Premiere von The World’s End (2013)

### Drehbuch und Regie
- 1995: A Fistful of Fingers
- 1996: Asylum (Fernsehserie, 6 Folgen)
- 1999–2001: Spaced (Fernsehserie, 14 Folgen; nur Regie)
- 2004: Shaun of the Dead
- 2007: Hot Fuzz – Zwei abgewichste Profis (Hot Fuzz)
- 2007: Grindhouse (Trailer zum fiktiven Film Don’t)
- 2010: Scott Pilgrim gegen den Rest der Welt (Scott Pilgrim vs. the World)
- 2011: Die Abenteuer von Tim und Struppi – Das Geheimnis der Einhorn (The Adventures of Tintin, nur Drehbuch)
- 2013: The World’s End
- 2015: Ant-Man (nur Drehbuch)
- 2017: Baby Driver
- 2021: The Sparks Brothers (Dokumentation)
- 2021: Last Night in Soho

### Produzent
- 1995: A Fistful of Fingers
- 2010: Scott Pilgrim gegen den Rest der Welt (Scott Pilgrim vs. the World)
- 2011: Attack the Block (Executive Producer)
- 2012: Sightseers (Executive Producer)
- 2013: The World’s End (Executive Producer)
- 2015: Ant-Man (Executive Producer)
- 2017: Baby Driver (Executive Producer)
- 2021: Last Night in Soho

### Darsteller
- 1995: A Fistful of Fingers (Regisseur, Autor, Produzent, Cameo)
- 1999–2001: Spaced (Fernsehserie, 3 Folgen)
- 2004: Shaun of the Dead (Regisseur, Autor, Cameo)
- 2005: Per Anhalter durch die Galaxis (The Hitchhiker’s Guide to the Galaxy)
- 2005: Land of the Dead
- 2007: Hot Fuzz – Zwei abgewichste Profis (Hot Fuzz, Regisseur, Autor, Cameo)
- 2013: The World’s End
- 2016: Sing (Sprechrolle)
- 2017: Star Wars: Die letzten Jedi (Star Wars: The Last Jedi)
- 2019: DuckTales (Zeichentrickserie, 1 Folge, Sprechrolle)

## Auszeichnungen
Auszeichnungen:
- 2004: British Independent Film Award für das Beste Drehbuch (Shaun of the Dead)
- 2005: Bram Stoker Award für das Beste Drehbuch (Shaun of the Dead)

Nominierungen (Auswahl):
- 2005: Chlotrudis Award in der Kategorie Best Screenplay (Shaun of the Dead)
- 2005: Empire Award als Bester Britischer Regisseur (Shaun of the Dead)
- 2005: OFCS Award in den Kategorien Best Breakthrough Filmmaker und Best Screenplay (Shaun of the Dead)